# 155-я отдельная бригада подводных лодок
155-я отдельная Констанцская ордена Ушакова бригада подводных лодок (сокращённо: 155-я БрПЛ) — соединение Подводных сил Черноморского флота, существовавшее в период с 1956 по 2002 годы.

## История соединения
Бригада была сформирована в июне 1956 года на базе управления 21-й дивизии подводных лодок Черноморского флота, базировалась на Балаклаву. В состав бригады вошли подводные лодки расформированной 151-й бригады ПЛ. Плавучая база бригады - трофейное судно "Буг".
В 1967 году бригада вошла в состав 14-й дивизии ПЛ. В 1972 году 155-я БРПЛ награждена юбилейным Почѐтным знаком ЦК КПСС, Президиума Верховного Совета СССР и Совета Министров СССР.
С 1990 года — отдельная бригада с включением в декабре 1990 года в её состав 475-го дивизиона ПЛ. В 1994 году в состав бригады включена 458-я береговая база и подводные лодки из 153-й бригады. С декабря 1994 года ПЛ бригады была передислоцированы в Южную бухту Севастополя. В январе 2002 года была переформирована в 247-й отдельный дивизион подводных лодок.

## Состав
- 9 ПЛ проекта 613,
- 3 ракетные ПЛ  проекта 644
- 1 ПЛ проекта 640
- 353-й экипаж средней подлодки
- плавбаза "Буг".

## Командный состав

### Командиры
- капитан 1-го ранга Иванов Павел Карпович (06.1956 — ?);
- капитан 1-го ранга Надеждин, Алексей Фёдорович (? — ?);
- капитан 1-го ранга Яйло Андрей Георгиевич (? — ?);
- капитан 1-го ранга Егоров Сергей Григорьевич (февраль 1961 — июль 1964);
- капитан 1-го ранга Лазарев Георгий Васильевич (июль 1964 — сентябрь 1965);
- капитан 1-го ранга Самойлов Владимир Александрович (14 сентября 1965 — 24 июня 1968);
- капитан 1-го ранга Маркелов Николай Александрович (июнь 1968—1971);
- капитан 1-го ранга Бежанов Виктор Иванович (1971—1978);
- капитан 1-го ранга Карлов Анатолий Алексеевич (1978—1983);
- капитан 1-го ранга Кравченко Виктор Андреевич (1983—1984);
- капитан 1-го ранга Погорелов Фёдор Иванович (1984—1984);
- капитан 1-го ранга Лупаков Евгений Александрович (1984—1988);
- капитан 1-го ранга Жучков Владимир Прокофьевич (1988—1991);
- капитан 1-го ранга Паршин Геннадий Петрович (1991—1999);
- капитан 1-го ранга Грищук Анатолий Васильевич (1999 — ?);
- капитан 1-го ранга Жучков Александр Андреевич (январь 2001 — август 2001);
- капитан 1-го ранга Леухин Игорь Фёдорович (8 августа 2001 — 14 января 2002).